# Sorcières de Warboys
Les sorcières de Warboys désigne l'affaire d'accusation, procès et exécution pour sorcellerie d'Alice Samuel et sa famille 1589 et 1593 dans le village de Warboys, dans the Fens en Angleterre.
Le lettré George Lyman Kittredge (en) fait mention du procès de Warboys : 
“…the most momentous witch-trial that had ever occurred in England,” partially because it had “… demonstrably produced a deep and lasting impression on the class that made laws.”  Il pense qu'il a joué en la faveur du passage de la loi Witchcraft Act of 1604.

## Autres sources
- Tatem, Moira Witches of Warboys pub by Wholesaler Uniques from Gardners (1993)  (ISBN 1-870724-33-X)
- Wright, Thomas The Witches of Warboys pub by Kessinger Publishing (December 2005)  (ISBN 1-4253-7244-9)
- Westwood, Jennifer & Simpson, Jacqueline  A Guide to England's Legends, from Spring-heeled Jack to the Witches of Warboys -  (ISBN 978-0-14-102103-4)
- The Witches of Warboys: A Bibliographical Note Author: Almond, Philip C.  Notes and Queries, Volume 52, Number 2, June 2005, pp. 192–193(2) Publisher: Oxford University Press
- Almond, Philip C., 'The Witches of Warboys: An Extraordinary Story of Sorcery, Sadism and Satanic Possession (London: I.B. Tauris, 2008).